# Danièle Thompson
Danièle Thompson (Mónaco, 3 de enero de 1942) es una directora y guionista de cine monegasca. Thompson es hija del director de cine Gérard Oury y de la actriz Jacqueline Roman.
Ha escrito guiones para varias películas de gran éxito como Cousin, cousine, La Boum, Belphégor - Le fantôme du Louvre, La Reine Margot y Jet Lag, que también dirigió. Fue nominada para el Premio de la Academia de 1976 por el guion original para Cousin, cousine. Su película de 2006, Fauteuils d'orchester, fue la participante francesa para el Premio de la Academia a la Mejor Película Extranjera. Integró el jurado del Festival de Cine de Cannes de 1986.
En 2010 se reunió con Isabelle Adjani, Paul Auster, Isabelle Huppert, Milan Kundera, Salman Rushdie, Mathilde Seigner, Jean-Pierre Thiollet y Henri Tisot para firmar una petición a favor del director Roman Polanski cuando fue arrestado temporalmente por la policía suiza por solicitud de las autoridades de los Estados Unidos.
Es madre del actor Christopher Thompson. Han escrito guiones juntos, especialmente los de Jet Lag y Season's Beatings.

## Filmografía seleccionada

### Directora o guionista
- 1966 - La Grande Vadrouille
- 1969 - The Brain
- 1973 - The Mad Adventures of Rabbi Jacob
- 1975 - Cousin Cousine
- 1978 - La Carapate
- 1980 - The Umbrella Coup
- 1982 - Ace of Aces
- 1986 - Le Tiroir secret
- 1987 - Malady of Love
- 1992 - La femme de l'amant
- 1993 - Les marmottes
- 1994 - La Reine Margot
- 1998 - Paparazzi
- 1999 - Season's Beatings
- 2001 - Belphegor, Phantom of the Louvre
- 2002 - Jet Lag
- 2006 - Avenue Montaigne
- 2013 - Des gens qui s'embrassent
- 2016 - Cézanne and I

## Premios y distinciones
Premios Óscar
| Año  | Categoría                        | Película        | Resultado |
| ---- | -------------------------------- | --------------- | --------- |
| 1977 | Mejor argumento y guion original | Cousin, cousine | Nominado  |